# Aulocaroides nigericus
Aulocaroides nigericus är en insektsart som beskrevs av Vitaly Michailovitsh Dirsh 1949. Aulocaroides nigericus ingår i släktet Aulocaroides och familjen gräshoppor. Inga underarter finns listade i Catalogue of Life.